# Unión Soviética en los Juegos Paralímpicos de Innsbruck 1988
La Unión Soviética estuvo representada en los Juegos Paralímpicos de Innsbruck 1988 por ocho deportistas, cinco hombres y tres mujeres.

## Medallistas
El equipo paralímpico soviético obtuvo las siguientes medallas:
| Nombre               | Deporte        | Evento                            |
| -------------------- | -------------- | --------------------------------- |
| Oro                  |                |                                   |
| —                    |                |                                   |
| Plata                |                |                                   |
| —                    |                |                                   |
| Bronce               |                |                                   |
| Valentina Grigorieva | Esquí de fondo | 5 km distancia corta B1 femenino  |
| Valentina Grigorieva | Esquí de fondo | 10 km distancia larga B1 femenino |